# 黒谷古墳
黒谷古墳（くろたにこふん）は、広島県三原市大和町下草井にある古墳。形状は円墳と推定される。広島県指定史跡に指定されている。

## 概要
広島県中部、沼田川上流の椋梨川から北に入った黒谷の、東側小支谷の南斜面に築造された古墳である。1999年（平成11年）に保存整備が実施されている。
墳丘は後世の開墾による削平を受けているが、墳形は円形と推定され、直径10メートル以上・高さ3.5メートルと見積もられる。埋葬施設は横穴式石室で、南西方向に開口する。石室奥壁には石棚を付すという、広島県内では唯一の特徴を示す。副葬品としては須恵器片の出土が知られる。築造時期は古墳時代終末期の7世紀前半-中葉（または6世紀後半-7世紀前半）頃と推定される。
古墳域は1985年（昭和60年）に広島県指定史跡に指定されている。なお、西方には2号墳が所在する。

## 遺跡歴
- 1985年（昭和60年）3月14日、広島県指定史跡に指定。
- 1999年（平成11年）、保存整備。

## 埋葬施設

石室俯瞰図

石室展開図

埋葬施設は横穴式石室で、南西方向に開口する。石室には玄室・羨道の区別はなく、現存長6.85メートル、幅1.4メートル（奥壁部）・1.6メートル（中央部・開口部）、高さ2.2メートル（奥壁部）を測る。
奥壁には、高さ1.3メートルの位置に石棚を付す。両側壁にかけて渡した一枚石（長さ1.8メートル・幅1メートル・厚さ0.2-0.5メートル）を棚とし、その前面に障壁としての一枚石（長さ1.8メートル・幅0.6メートル・厚さ0.2メートル）を立てる。石棚の上層の幅は下層よりも広くなっており、石室の平面形は下層ではコ字状、上層ではT字状を呈する。

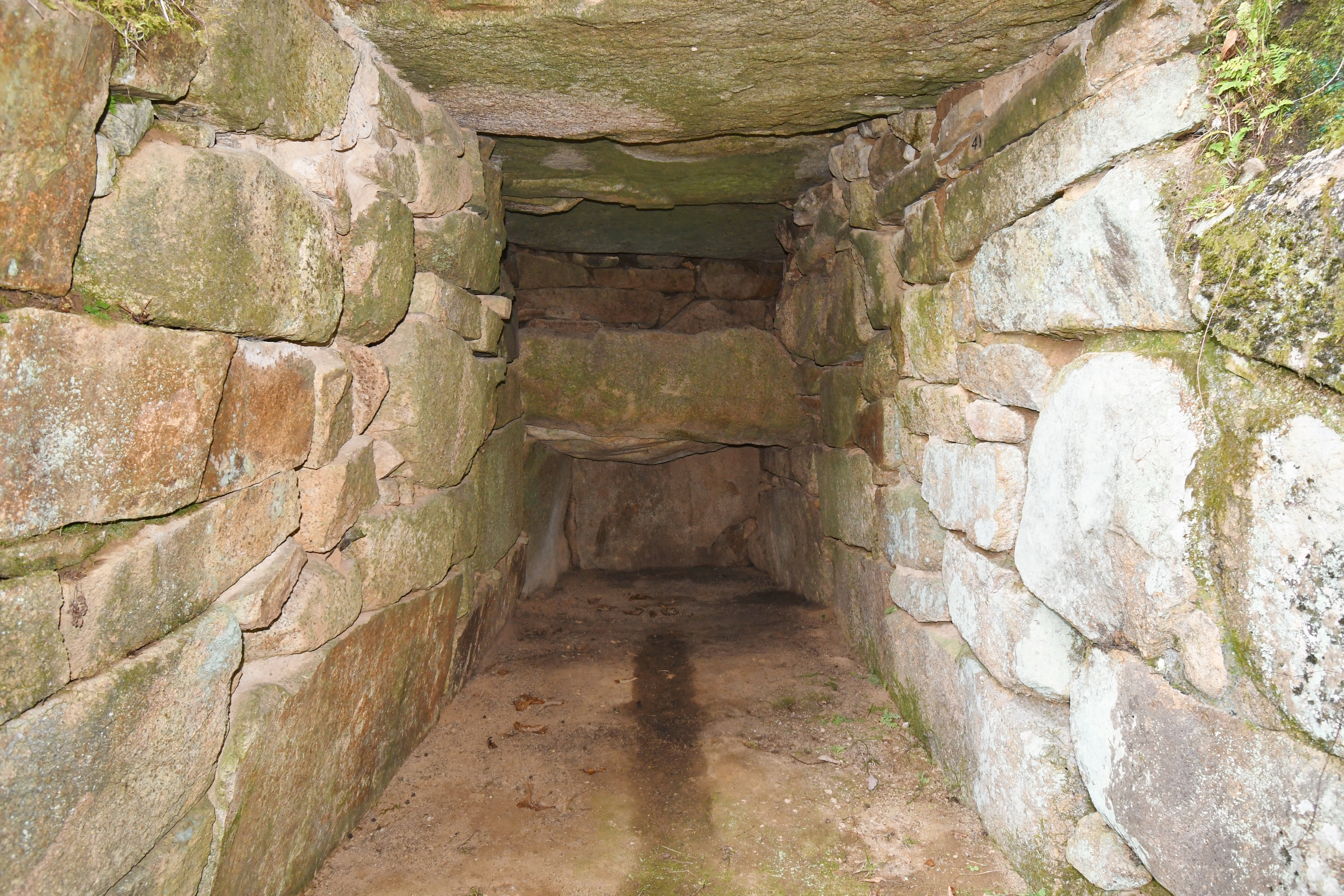
石室内部（奥壁方向）
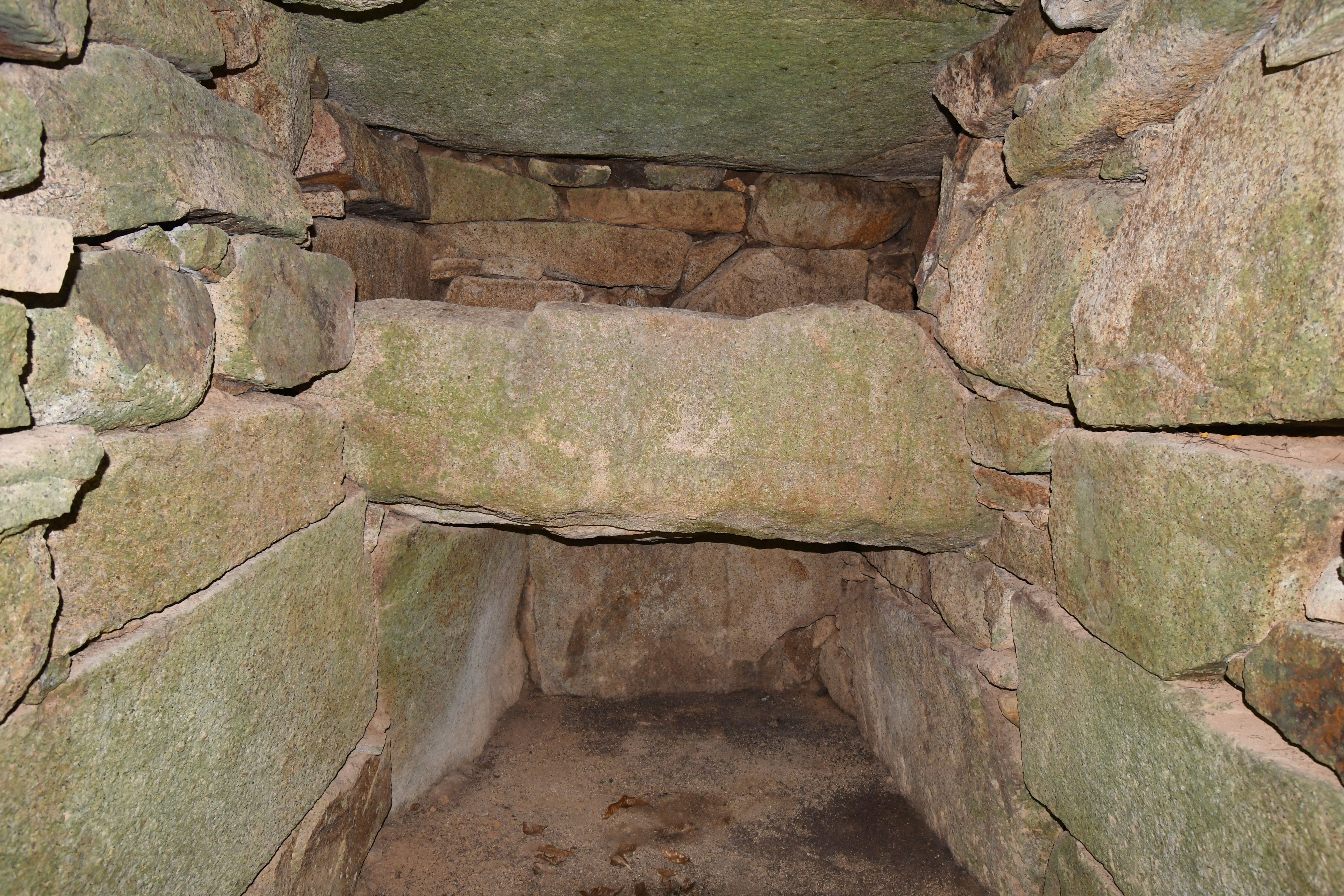
石棚
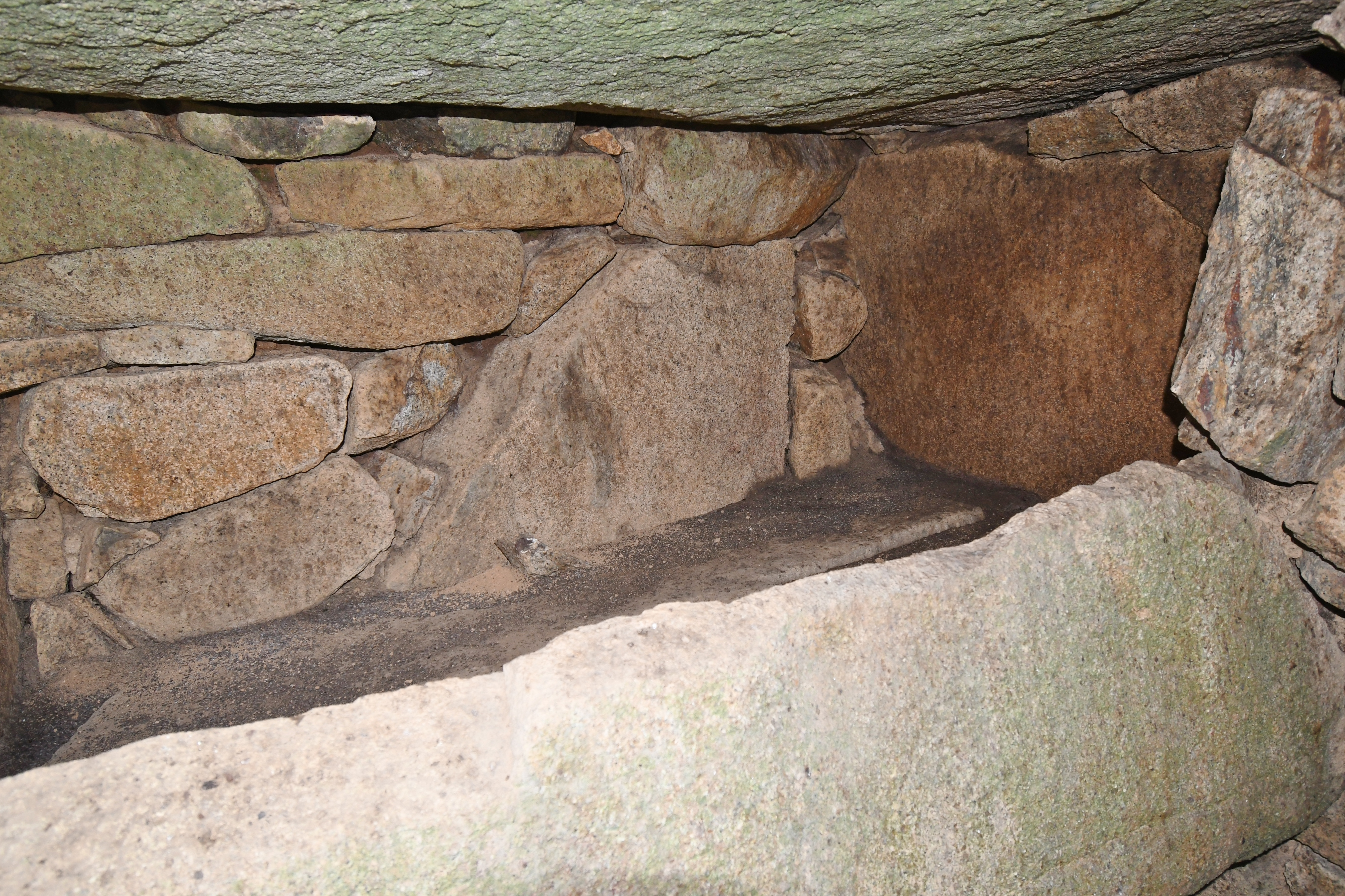
石棚上段
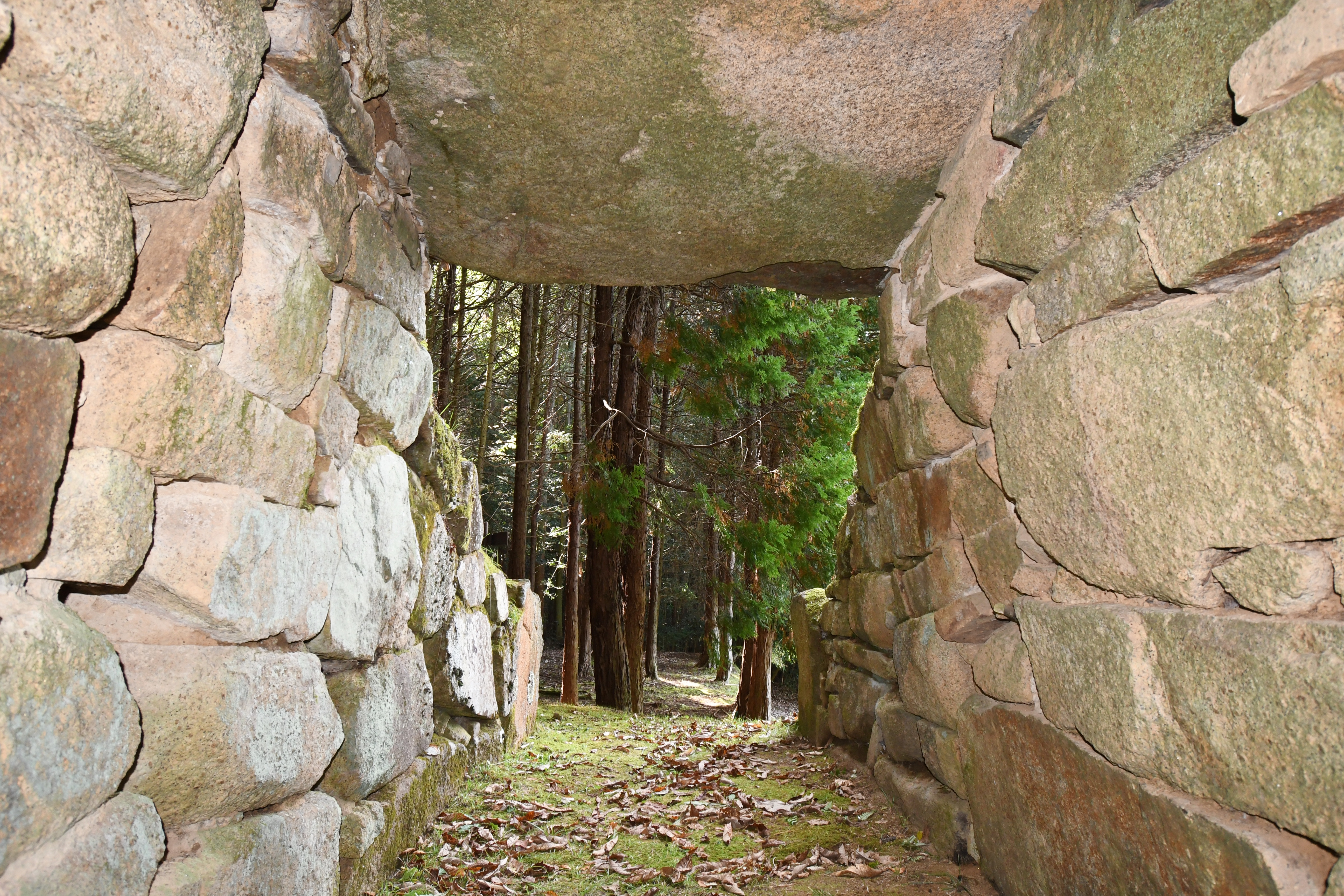
石室内部（開口部方向）
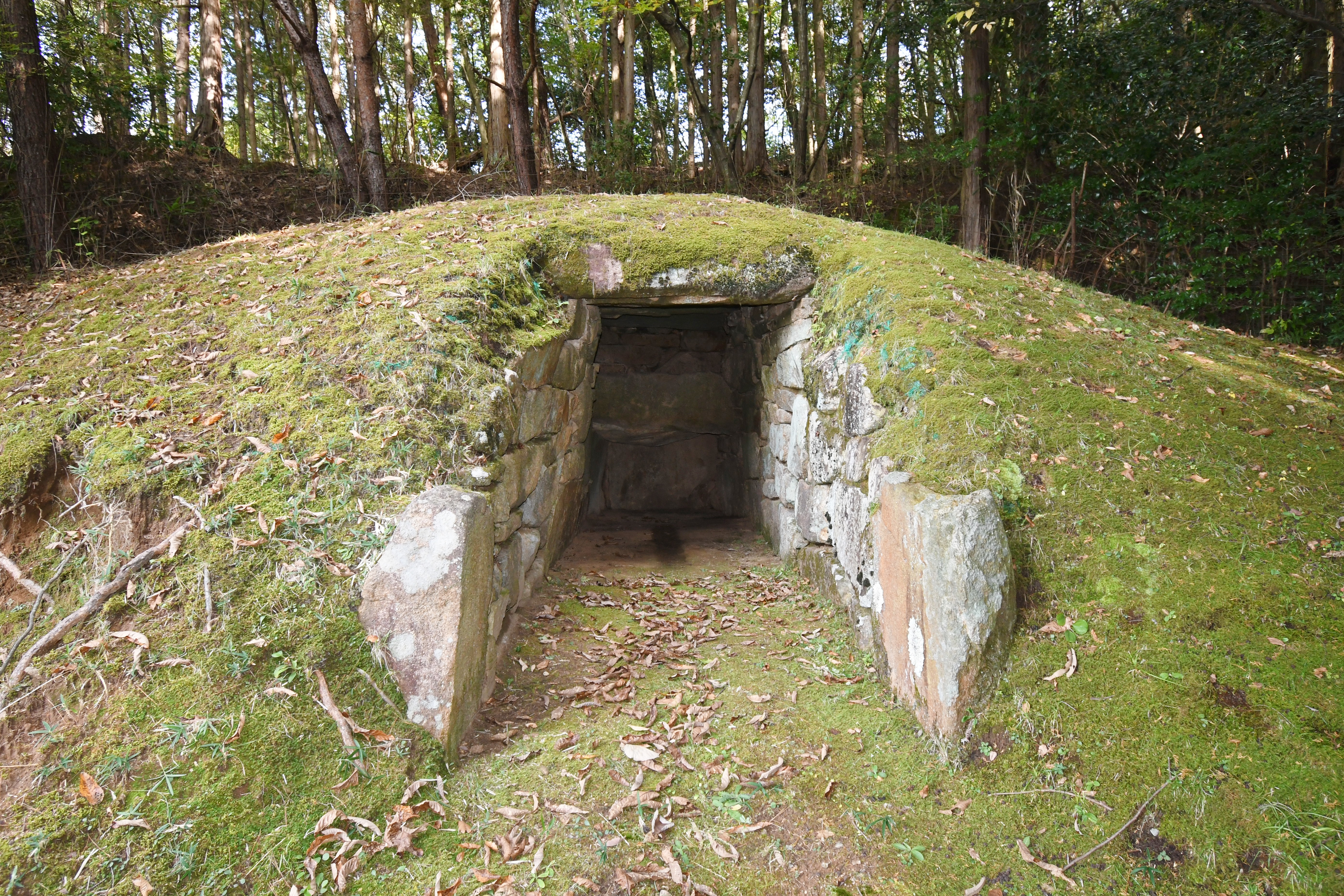
開口部

## 文化財

### 広島県指定文化財
- 史跡
  - 黒谷古墳 - 1985年（昭和60年）3月14日指定[2]。